# Орден Милоша Обилича
Орден Милоша Обилича (серб. Орден Милоша Обилића) — государственная награда Республики Сербской, утверждённая 28 апреля 1993 года и включённая в систему государственных наград согласно Конституции Республики Сербской. Орден имеет всего одну степень и вручается всем военнослужащим Армии Республики Сербской за проявленные храбрость в бою и героические подвиги (вне зависимости от воинского звания). Орденом награждаются чаще в военное время, чем в мирное.

## Некоторые кавалеры
- Капитан Бранислав Радулович (1993, посмертно). Награждён генерал-майором, командиром ВВС и Войск ПВО Республики Сербской Живомиром Нинковичем. Погиб на Илиндане во время перемирия между РС и ФБиГ: управлял вертолётом Красного креста, перевозившего раненых. В результате авиакатастрофы погибли все раненые, а также семья Бранислава: супруга Биляна, дочь Бранислава, сын Боян.
- Капитан 1-го класса Душко Попович (посмертно). Командир 3-го батальона военной полиции ЮНА. Погиб 8 августа 1992 года в Мемичах в результате разрыва осколочной гранаты и попадания нескольких пуль[2].
- Воевода Митар Максимович (2002, посмертно). Бывший председатель Организации ветеранов Республики Сербской, награждён за боевые заслуги.
- Желько Маркович (посмертно). Награждён президентом Республики Сербской. Начальник Центра общественной безопасности Сербского Сараево. Награду принял его отец Слободан.
- Божана Делич, мать четырёх погибших солдат Армии Республики Сербской (Новица, Ника, Йова, Радивое); Славойка и Маринко Бьелицы из Трнова, родители трёх погибших солдат Армии Республики Сербской (дочь Радмила, сыновья Драган и Янко); Слободанка Антонич из Братунаца, супруга погибшего Рады Антонича, мать погибших сыновей Миленко и Желько. Награждены Президентом Республики Сербской Мирко Шаровичем указом от 1 июля 2002 года, награды приняли в Рогатице.
- Полковник полиции Драган Лукач. Глава МВД Республики Сербской. В годы Боснийской войны получил семь ранений[3].
- 23 семьи, в составе которых три и более человек погибли во время Боснийской войны (указ от 28 июня 2003 года).
- Драго Гаич (посмертно). Лётчик ВВС и Войск ПВО Республики Сербской. Награждён за проявленную храбрость и героический подвиг во время Боснийской войны.
- Риста Малеша (4 июля 2008). Награждён Президентом Республики Сербской Райко Кузмановичем за личную храбрость и самопожертвование при исполнении обязанностей в критической ситуации, спасении человеческих жизней и материальных ценностей. Работник компании «Жељезнице Републике Српске», вышедший на пенсию.
- 29 русских добровольцев, погибших во время Боснийской войны (3 октября 2013). Распоряжение подписано Правительством Республики Сербской. Награды передадут родственникам погибших[4][5].
- Игор Кисич (посмертно). Один из самых юных участников боевых действий, сражался в Илияшской бригаде[6].
- Никола Рашуо. Полковник Вооружённых сил Республики Сербской, командир 1-го батальона военной полиции.